# ملعب فولاد شهر
ملعب فولادشهر (بالفارسية: ورزشگاه فولادشهر) هو ملعب كرة قدم في فولادشهر في أصفهان، إيران. يعتبر الملعب الرئيسي لنادي ذوب آهن الذي يلعب في دوري المحترفين الإيراني. يسع لجلوس 15 ألف متفرج وقد أفتتح عام 1998.

## وصلات خارجية
- صور من الملعب